# Moskwa
Die Moskwa (russisch Москва́ [mʌs'kva] anhörenⓘ; auch Moskau oder veraltet Moskau-Fluss genannt) ist ein 502 km langer linker Nebenfluss der Oka im europäischen Teil Russlands.

## Verlauf
Der Fluss, der zum Einzugsgebiet der Wolga gehört, entspringt in den Smolensker Höhen; von dort fließt er durch die zentralrussischen Oblaste Smolensk und Moskau sowie die Stadt Moskau und mündet in die Oka. 
Von ihrem Quellgebiet, in dem die Smolensker Höhen bis 311 m hoch aufragen, fließt die Moskwa anfangs in nordwestliche, dann in nordöstliche und danach in östliche Richtung. Nach dem Durchfließen des Moschaisker Stausees und einiger Städte erreicht sie die russische Hauptstadt Moskau, welche die größte Stadt am Fluss ist und nach diesem benannt wurde. Der Fluss durchquert Moskau in Nordwest-Südost-Richtung in zahlreichen Mäandern. Beim Moskauer Kreml bildet der Fluss zusammen mit dem Wasserumleitungskanal eine künstliche Insel. Die Flussufer und angrenzenden Parks (z. B. der Gorki-Park oder die Sperlingsberge) zählen zu den wichtigsten Naherholungsgebieten der russischen Hauptstadt. Etwa 120 km südöstlich der Metropole mündet die Moskwa bei Kolomna in die Oka.

## Schifffahrt
Die Moskwa ist für die Binnenschifffahrt ausgebaut. Unter anderen besteht seit 1937 eine 126 km lange Kanalverbindung nach Norden zur Wolga (Moskaukanal). In Moskau gibt es mehrere Häfen. Zudem verkehren auf dem Fluss zahlreiche Ausflugsboote und Kursschiffe.

## Bilder des Flusses

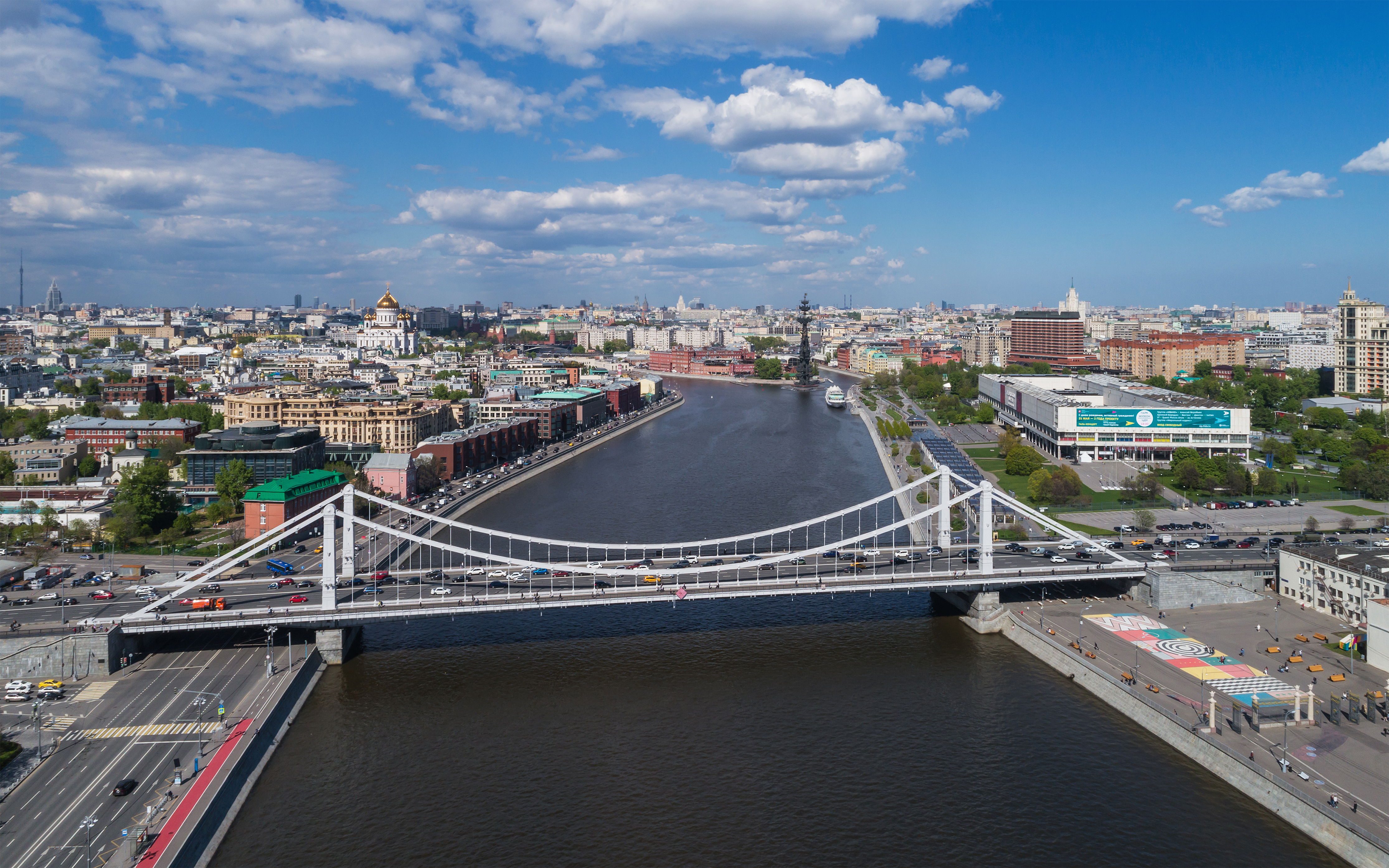
Krymski-Brücke am Gorki-Park
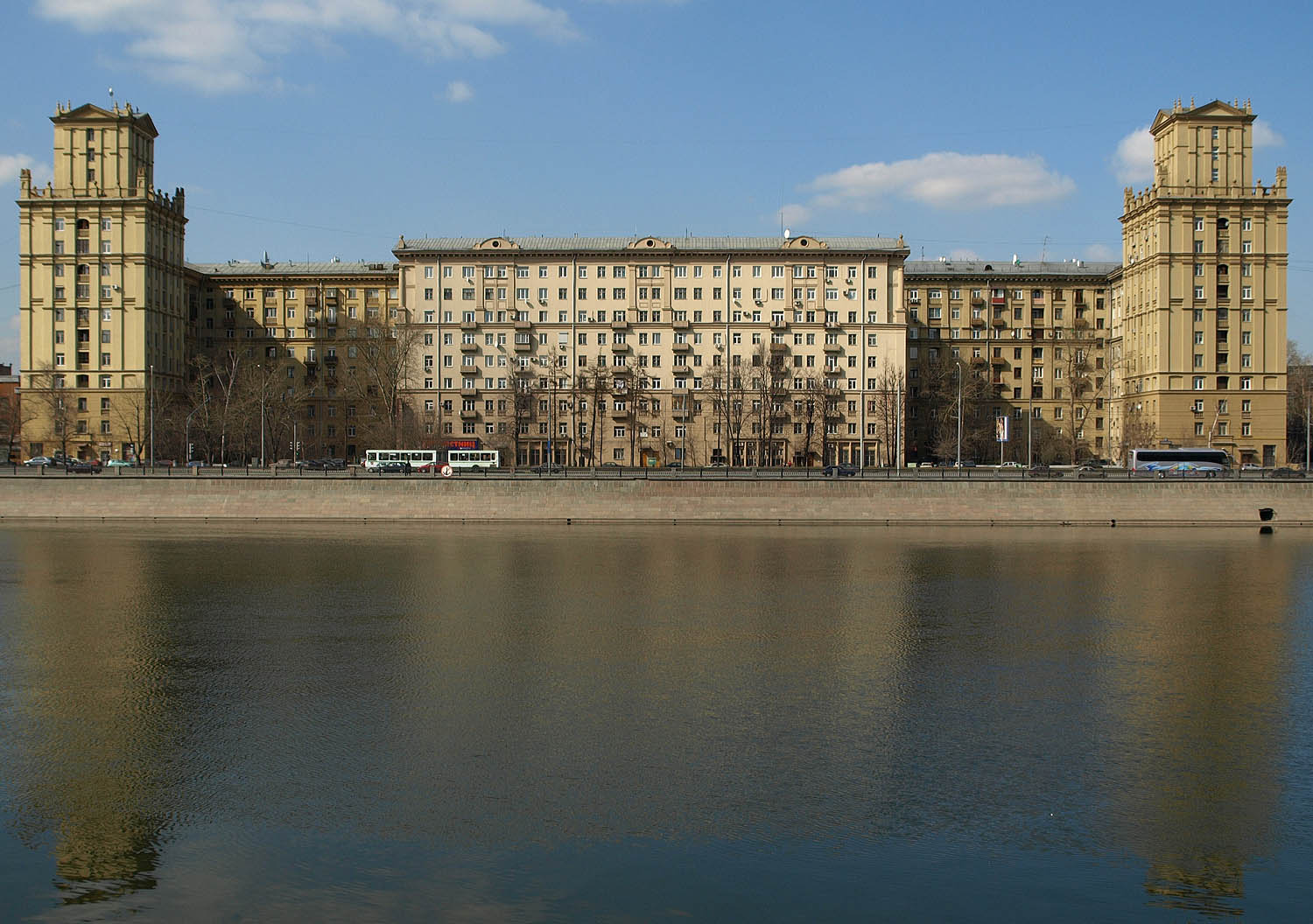
Wohnhaus. Bereschkowskaja-Uferstraße
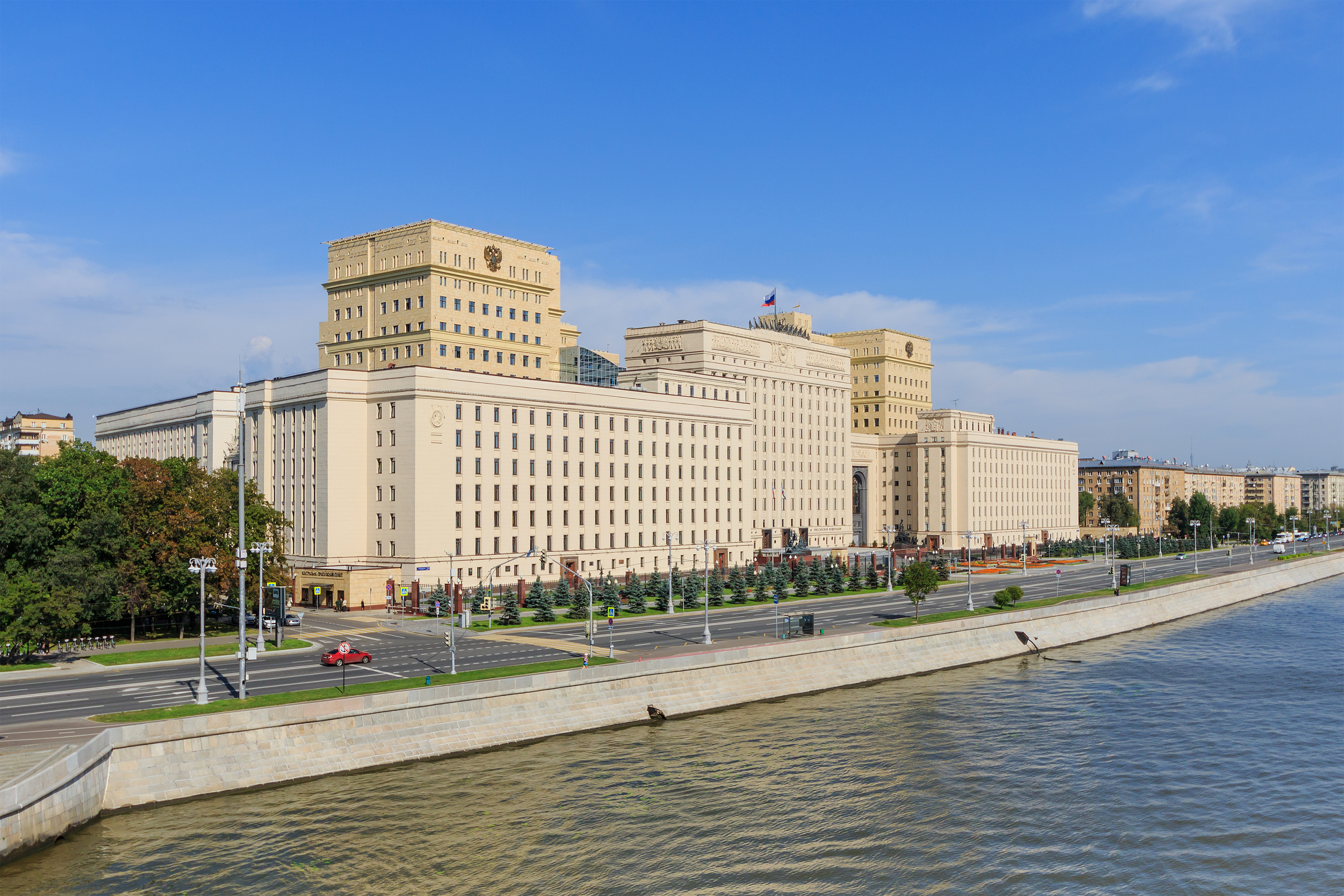
Gebäude des Verteidigungsministeriums
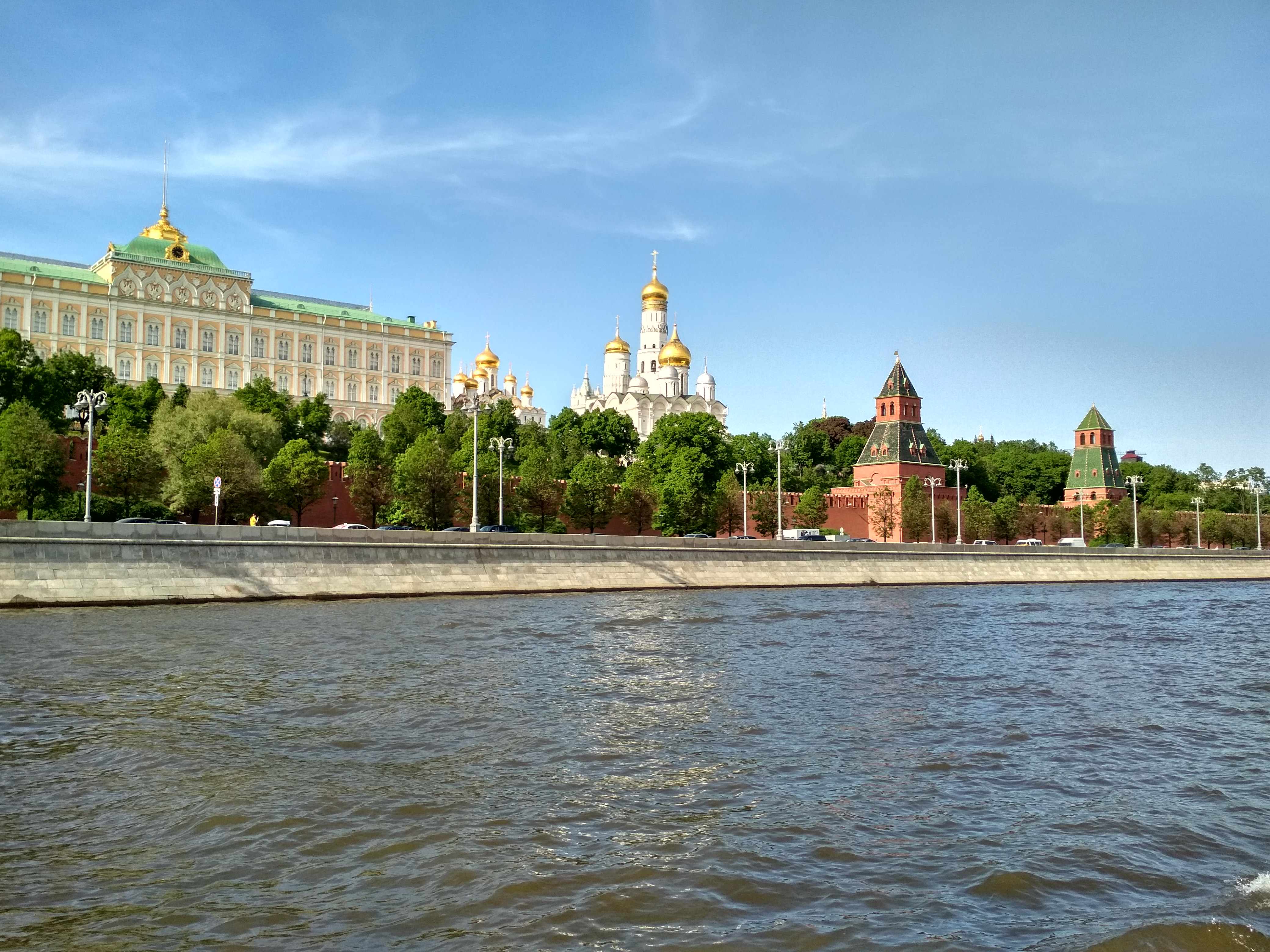
Moskwa in der Nähe der Kreml-Mauern, Moskau